# Henry Bird (šahist)
Henry Edward Bird (Portsea, Hampshire, 14. srpnja 1830. – 11. travnja 1908.), bio je engleski šahist, šahovski pisac i šahovski teoretičar te izvanredni autor i računovođa. Napisao je knjigu Chess History and Reminiscences i An Analysis of Railways in the United Kingdom.
Iako je bio računovođom po poslu, a ne profesionalni šahist, govorilo se da je "živio za šah te da bi igrao protiv bilo koga, bilog gdje, bilo kad, pod bilo kojim uvjetima."